# 王維洛

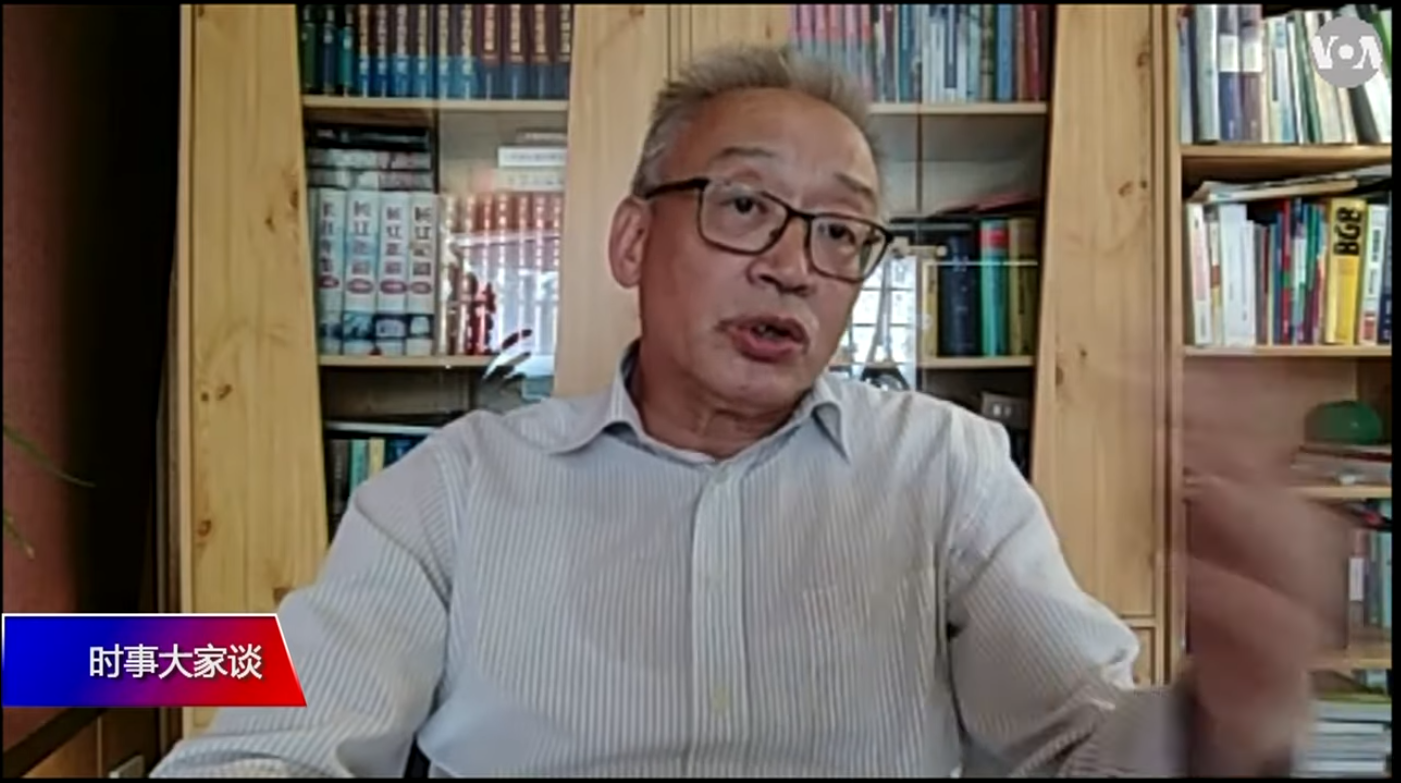
2019年（68歲）

王維洛（1951年—），浙江温州人，德國CORS工程事務所工程師、科技作家，專精国土空间规划。恢復高考後1978－82年南京大學地理系本科，1980－84年三峽工程前期論證時有份參與国土空间规划。由此長期研究中國洪水災害，專文研究過2005年黑龍江沙蘭鎮小學洪災（~200學生溺死）、撰寫數本三峽大壩反方意見書籍。曾在母校南京大學任教3年、母校多特蒙德工大任教10餘年。

## 早年經歷

### 中蘇邊界知青插隊
1951年生，浙江温州人。他自言「一口杭州普通話」，“黄王不分，吴胡不分”。文化大革命上山下鄉運動時，1969年3月只有浙江大学附中初二學歷的他，落户黑龍江省極北「北大荒」知青插隊。

### 參與三峽工程規劃
文革後恢復高考，于1978年2月－1982年2月在南京大學地理系完成本科毕业，本科畢業研究是三峽地區的国土空间规划。1980－84年參與三峽工程前期論證時有份參與国土空间规划，四年間「跑了三峽不少地方，認識不少三峽人，看了許多資料，包括三峽工程200米方案、三峽壩址處及三峽庫區的地質資料」。（另見三峡移民问题）本科異業後在母校南京大學任教3年。

### 德國唸碩博
1985年－1987年9月于德國多特蒙德工業大學工程學院空间规划（Spatial planning）完成碩士毕业，1993年5月于多特蒙德工業大學工學院工科博士毕业，論文為《土地承包经营权的估值：問題與解決》（Wertermittlung eines mit einem Erbbaurecht belasteten Grundstücks: Probleme und Lösungsansatz）。碩士畢業後在母校多特蒙德工大任教10餘年。

## 對洪水的評論

### 2005年黑龍江沙蘭鎮小學洪災
2005年黑龍江省沙蘭鎮小學洪災釀成117~200多學生死亡，王維洛考據了村民、國家氣象局、黑龍江官員的證詞，認為山洪單憑大雨無法產生，支持了村民認為上游水庫泄洪的說法。

### 三峡大坝
曾出版《帮我看着三峡工程》、《天问——“三年自然灾害”》（註：大躍進期間大飢荒）、《福兮禍兮─長江三峽工程的再評價》（1993）、《三峽工程36計》（2009）。。
2000年代以來，被傳媒冠上水利工程專家身份，主張中國三峡大坝变形论或會潰壩，尤其於2020年中國南方水災期間。由於水利工程非其專攻，潰壩觀點被業內質疑，如中国水力发电工程学会副秘书长张博庭。